# Liste der Biografien/Vane
Liste der Biografien |
Portal Biografien |
Personensuche
# |
A |
B |
C |
D |
E |
F |
G |
H |
I |
J |
K |
L |
M |
N |
O |
P |
Q |
R |
S |
T |
U |
V |
W |
X |
Y |
Z |
?
 
Va |
Vd |
Ve |
Vh |
Vi |
Vj |
Vl |
Vn |
Vo |
Vr |
Vs |
Vt |
Vu |
Vy
 
Vaa |
Vab |
Vac |
Vad |
Vae |
Vaf |
Vag |
Vah |
Vai |
Vaj |
Vak |
Val |
Vam |
Van |
Vap |
Vaq |
Var |
Vas |
Vat |
Vau |
Vav |
Vaw |
Vax |
Vay |
Vaz
 
Van A |
Van B |
Van C |
Van D |
Van E |
Van F |
Van G |
Van H |
Van I |
Van K |
Van L |
Van M |
Van N |
Van O |
Van P |
Van Q |
Van R |
Van S |
Van T |
Van U |
Van V |
Van W |
Van Y |
Van Z

Vana |
Vanb |
Vanc |
Vand |
Vane |
Vang |
Vanh |
Vani |
Vanj |
Vank |
Vanl |
Vanm |
Vann |
Vano |
Vanp |
Vanq |
Vanr |
Vans |
Vant |
Vanu |
Vanv |
Vanw |
Vany |
Vanz
Die Liste der Biografien führt alle Personen auf, die in der deutschsprachigen Wikipedia einen Artikel haben. Dieses ist eine Teilliste mit 41 Einträgen von Personen, deren Namen mit den Buchstaben „Vane“ beginnt.

## Vane
- Vane, Charles († 1721), PiratCharles Vane († 1721)

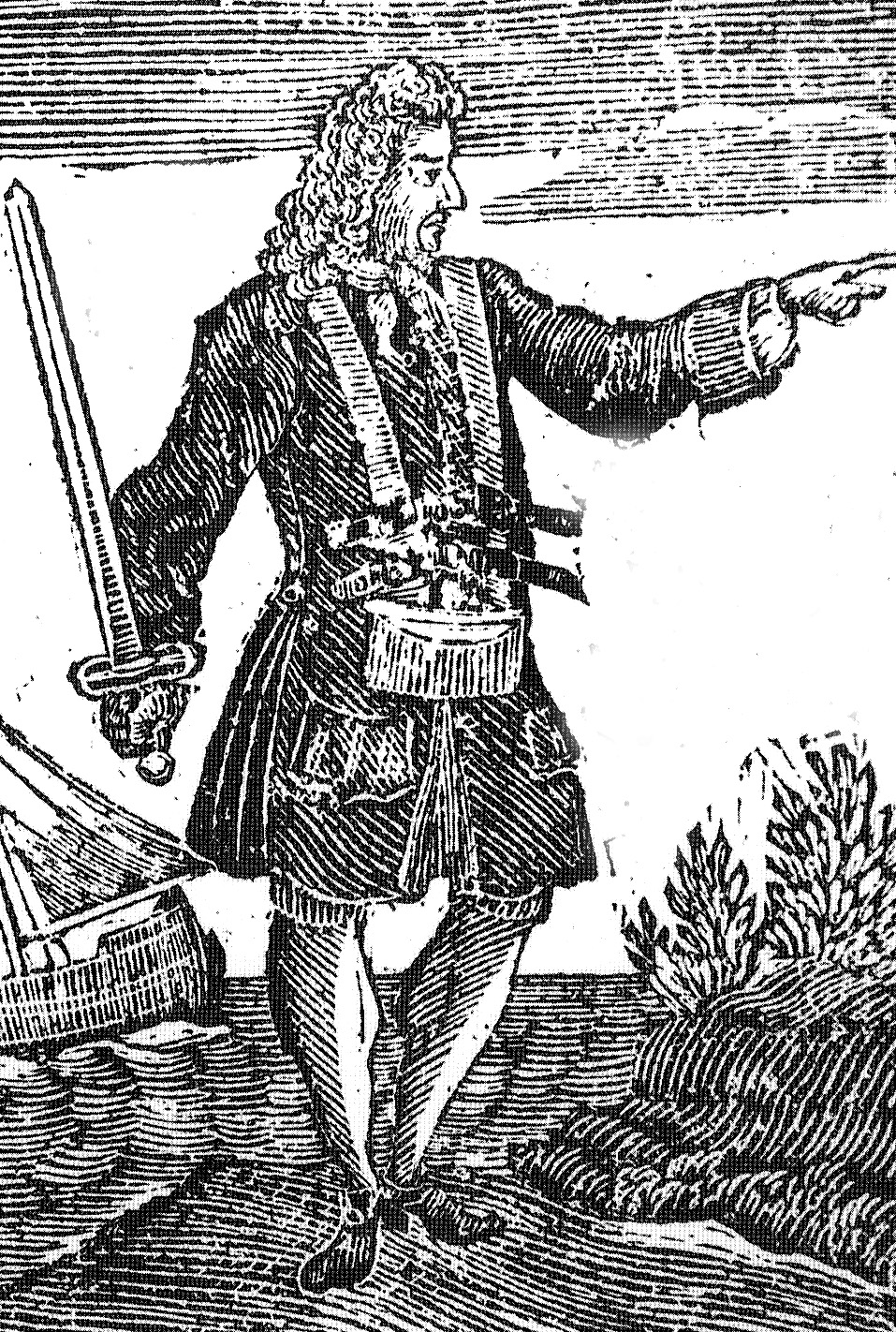
Charles Vane († 1721)

- Vane, Charles, 3. Marquess of Londonderry (1778–1854), britischer Offizier, Politiker, Mitglied des House of Commons und Diplomat
- Vane, Henry († 1662), englischer Politiker und Staatsmann
- Vane, John Robert (1927–2004), britischer Biochemiker und Medizin-Nobelpreisträger
- Vane, John, 11. Baron Barnard (1923–2016), britischer Peer und Politiker (Crossbencher)
- Vane, Kathleen Airini (1891–1965), neuseeländische Landschaftsmalerin
- Vane-Tempest-Stewart, Alistair, 9. Marquess of Londonderry (1937–2012), britischer Peer und Mitglied des House of Lords
- Vane-Tempest-Stewart, Charles, 6. Marquess of Londonderry (1852–1915), britischer Politiker der Conservative Party, Unterhausabgeordneter und Peer
- Vane-Tempest-Stewart, Charles, 7. Marquess of Londonderry (1878–1949), britischer Politiker, Mitglied des House of Commons
- Vane-Tempest-Stewart, Edith, Marchioness of Londonderry (1878–1959), britische Dame der Gesellschaft, Autorin, Herausgeberin, Gärtnerin und Suffragette

### Vanec
- Vaněček, David (* 1991), tschechischer Fußballspieler
- Vanecek, Erich (* 1942), österreichischer Musikpsychologe und Pianist
- Vanecek, Roland (* 1975), deutscher Tubist
- Vaněček, Vítek (* 1996), tschechischer Eishockeytorwart
- Vanech, A. Devitt (1906–1967), amerikanischer Politiker und Jurist
- Vaneck, Pierre (1931–2010), französischer Schauspieler

### Vaneg
- Vanegas Cuervo, Edwin Raúl (* 1975), kolumbianischer römisch-katholischer Geistlicher, Weihbischof in Bogotá
- Vanegas, Manuela (* 2000), kolumbianische Fußballspielerin
- Vanegas, Mario (* 1939), kolumbianischer Radrennfahrer

### Vanei
- Vaneigem, Raoul (* 1934), belgischer Künstler, Autor und Kulturphilosoph

### Vanek
- Vanek, Ákos (* 1984), ungarischer Triathlet
- Vanek, Chase Wright (* 1996), US-amerikanischer Kinderdarsteller
- Vaněk, František (1931–2020), tschechoslowakischer Eishockeyspieler und -trainer
- Vaněk, Jakub (* 1991), tschechischer Handballspieler
- Vaněk, Jiří (* 1978), tschechischer Tennisspieler
- Vaněk, Karel (1866–1924), sozialdemokratischer tschechoslowakischer Politiker
- Vaněk, Karel (1887–1933), tschechischer Schriftsteller
- Vanek, Margit (* 1986), ungarische Triathletin
- Vaněk, Ondřej (* 1990), tschechischer Fußballspieler
- Vanek, Thomas (* 1984), österreichischer Eishockeyspieler
- Vaněk, Zdeněk (* 1968), tschechischer Handballspieler und -trainer

### Vanel
- Vanel, Charles (1892–1989), französischer Schauspieler und Regisseur
- Vanel, Gabriel (1925–2013), französischer Geistlicher, Militärseelsorger, Erzbischof von Auch

### Vanen
- Vanenburg, Gerald (* 1964), niederländischer Fußballspieler und -trainer
- Vanendert, Dennis (* 1988), belgischer Radrennfahrer
- Vanendert, Jelle (* 1985), belgischer Radrennfahrer

### Vaner
- Vaner, María (1935–2008), argentinische Filmschauspielerin

### Vanes
- Vanessa Herrmann (* 1991), thailändische Schauspielerin und Model
- Vanessa-Mae (* 1978), thailändisch-britische Violinistin und SportlerinVanessa-Mae (* 1978)

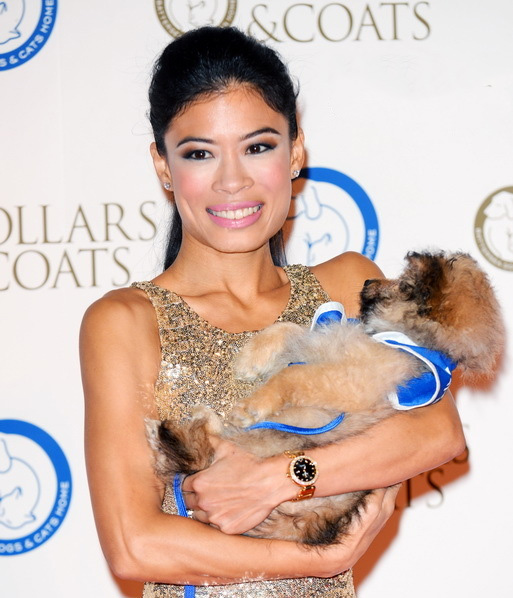
Vanessa-Mae (* 1978)

### Vaneu
- Vaneukem, Herminie, belgische Spionin und Schneiderin

### Vanez
- Vanezis, Peter Savvas (* 1947), englischer Pathologe und Rechtsmediziner